# Hubert Prokop
Hubert Prokop, né le 26 mai 1909 et mort à la fin du XXe siècle, est un joueur tchécoslovaque de basket-ball. Il est le frère de Ladislav Prokop.